# Velaire nasaal
De velaire nasaal is een medeklinker die in het Internationaal Fonetisch Alfabet aangeduid wordt met ŋ, en in X-SAMPA met N.
Voorbeelden van Nederlandse woorden waarin deze klank voorkomt, zijn angst en bank.
Als een foneem komt de klank niet veel voor. Hoewel de meeste talen wel een /m/ en /n/ kennen, heeft maar ongeveer de helft van deze talen een velaire nasaal. In talen die de velaire nasaal niet kennen als foneem, komt de klank meestal voor als allofoon voor /n/.

## Kenmerken
- Het articulatiepunt is velaar, wat inhoudt dat de klank wordt gevormd met de achterkant van de tong tegen het zachte verhemelte.
- Het type articulatie is stemhebbend, wat betekent dat de stembanden meetrillen bij het vormen van de klank.
- Het is een nasale medeklinker, wat betekent dat de lucht door de neus naar buiten stroomt.
- Het is een centrale medeklinker, wat wil zeggen dat de lucht over het midden van de tong stroomt, in plaats van langs de zijkanten.
- Het luchtstroommechanisme is pulmonisch-egressief, wat wil zeggen dat lucht uit de longen gestuwd wordt, in plaats van uit de glottis of de mond.

Deze pagina bevat fonetische informatie in het IPA, die in sommige browsers mogelijk niet correct wordt weergegeven.
Waar symbolen in paren voorkomen, vertegenwoordigt het rechter teken een stemhebbende medeklinker. Gearceerde gebieden bevatten medeklinkers die worden beschouwd als onuitspreekbaar.
Zie ook: IPA, Klinkers